# Энтеральная нервная система
Энтера́льная не́рвная систе́ма (ЭНС) (от др.-греч. ἔντερον — кишка) — часть вегетативной нервной системы, регулирующая работу гладких мышц внутренних органов, обладающих сократительной активностью.
Нервные сплетения, составляющие энтеральную нервную систему, располагаются в оболочках полых органов желудочно-кишечного тракта (пищевод, желудок, тонкая и толстая кишка, выводящие желчные и панкреатические протоки, сфинктер Одди и др.), мочевыделительной системы (лоханки и чашечки почек, мочеточники, мочевой пузырь и др.). Важную роль в ритмической моторной активности этих органов играют такие элементы энтеральной нервной системы, как двигательные нейроны и клетки — водители ритма.

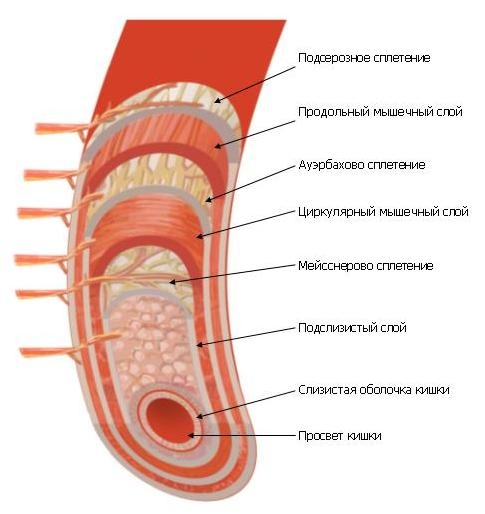
Расположение подсерозного, ауэрбахова и мейсснерова сплетений в стенке тонкой кишки человека

## Сплетения энтеральной нервной системы
Основные составляющие части энтеральной нервной системы — сети нервных узлов, густо соединенных между собой и расположенных в определённом слое оболочки полого органа, называемые сплетениями. В моторной активности тонкой и толстой кишки наиболее важную роль играют ауэрбахово (синоним межмышечное; лат. plexus myentericus) и мейсснерово (синоним подслизистое; лат. plexus submucosus) сплетения, расположенные, соответственно, между циркулярным и продольным слоями мышц (ауэрбахово) и в подслизистой основе (мейсснерово) стенки кишки.
Кроме ауэрбахова и мейсснерова сплетнений, к основным сплетениям энтеральной нервной системы относится воробьёвское подсерозное сплетение (лат. plexus subserosus), располагающееся между серозной и мышечной оболочками.

## Трактовки термина «энтеральная нервная система»
Разные авторы по-разному трактуют термин «энтеральная нервная система». Общим для всех является то, что энтеральная нервная система является частью периферической нервной системы, что мейсснерово и ауэрбахово сплетения — важнейшие составляющие энтеральной нервной системы и что энтеральная нервная система выполняет управляющую функцию в отношении ритмической моторной активности тонкой и толстой кишки.
Также существуют разночтения при описании функций энтеральной нервной системы. За сплетениями энтеральной нервной системы часто признаётся управление не только моторикой, но и секреторной деятельностью полых органов желудочно-кишечного тракта, а также сосудорасширяющее действие.
Энтерометасимпатическую (энтеральную) систему выделяют как часть метасимпатической нервной системы по органной принадлежности ганглиев, наряду с кардиометасимпатической, уретрометасимпатической и везикулометасимпатической нервными системами.